# Cerco de Jerusalém (614)
O Cerco de Jerusalém foi parte das Guerras Romano-Sassânidas, realizado durante o reinado de Cosroes II a princípios do século VII em território bizantino. Por causa dos avanços persas na Palestina no ano anterior, o seguinte objetivo do general Sarbaro passou a ser a famosa cidade de Jerusalém, controlada pelo Império Bizantino. Sua conquista proporcionaria um atalho ao mar Mediterrâneo, além disso, a cidade seria um lugar estratégico para o Império Sassânida no qual começar a construção de uma frota naval e que sem dúvida debilitaria ao Império Bizantino. Depois de 21 dias de incessante assédio, as muralhas de Jerusalém cederam aos persas e a vitória deu lugar à anexação territorial de Jerusalém, e com ela, de toda Palestina.
Como resultado, a cidade foi saqueada e a Vera Cruz foi levada de volta para a Pérsia, juntamente com diversos prisioneiros cristãos, entre eles o patriarca Zacarias de Jerusalém.